# Gölen (Döderhults socken, Småland, 635684-154153)
Gölen är en sjö i Oskarshamns kommun i Småland och ingår i Viråns huvudavrinningsområde. Gölen ligger i Viråns vattensystem Natura 2000-område.